# Philiris cineraceus
Philiris cineraceus är en fjärilsart som beskrevs av James John Joicey och Talbot 1917. Philiris cineraceus ingår i släktet Philiris och familjen juvelvingar. Inga underarter finns listade i Catalogue of Life.